# 1266 w polityce
Wydarzenia polityczne w 1266 roku.

## Wydarzenia
- Litwini najechali Mazowsze[1][2].
- Przemysł Ottokar II najechał Bawarię z udziałem Polaków[1][2].
- 26 lutego bitwa pod Benewentem, Karol Andegaweński przejął rządy nad Sycylią[3][4].

## Zmarli
- Jan Prandota, biskup krakowski[5].
- 3 grudnia Henryk III Biały[1].